# Szkuta czerska
Szkuta czerska – zabytek archeologiczny (pozostałości wraku szkuty wiślanej z drugiej połowy XV wieku) odkryty w 2009 w Czersku koło Góry Kalwarii. Pierwszy odkryty w Polsce dobrze zachowany i tak duży średniowieczny statek służący do spławu zboża.

## Historia odkrycia i plany ekspozycji
Wrak odkryto w 2009 na terenie stawu gospodarstwa agroturystycznego Dworek Czersk. Już kilkanaście lat wcześniej wyłowiono ze stawu drewniany fragment stewy dziobowej tej jednostki. Wkrótce po zgłoszeniu znaleziska pracownicy Centralnego Muzeum Morskiego z Gdańska pobrali próbki obiektu i rozpoczęli badania archeologiczne w terenie (ekspedycją kierował dr Waldemar Ossowski z Centralnego Muzeum Morskiego). Ze stawu wypompowano wodę i usunięto część piasków, w wyniku czego odsłonięta została konstrukcja szkuty, którą szczegółowo udokumentowano, a następnie pozwolono wodzie zalać znalezisko. W 2018 statek wydobyto i skierowano do konserwacji, która może potrwać nawet do ośmiu lat. Prace są prowadzone w Rybnie pod Sochaczewem, w pracowni Państwowego Muzeum Archeologicznego w Warszawie.
W 2025 roku samorząd województwa mazowieckiego, że w pobliżu miejsca odnalezienia szkuty zakupiona została działka na potrzeby przyszłego muzeum, w którym prezentowana będzie łódź. Zapowiedziano także utworzenie ośrodka edukacyjnego, który ma przybliżać historię Wisły i dawnego transportu rzecznego.

## Dane techniczne
Znalezisko jest cenne z uwagi na fakt, że do jego odkrycia wiedza o jednostkach pływających w XV wieku po Wiśle pochodziła głównie z rycin i obrazów. Szkuta jest statkiem płaskodennym i bezstępkowym, datowanym na drugą połowę XV wieku. Służyła jako środek transportu towarów (głównie zboża) z południa Rzeczypospolitej i Mazowsza do Gdańska.
Statek ma następujące parametry techniczne:
- długość: 30 m,
- szerokość śródokręcia: 7,4 m,
- szerokość dna: 5,45 m,
- wysokość burt: 1,45 m,
- wysokość masztu: 21 m,
- długość rei na maszcie: 14 m,
- powierzchnia żagla rejowego: 224 m²,
- prawdopodobna waga: 35 ton,
- prawdopodobna obsługa: 16-20 flisaków,
- materiał budowlany: dębowe tarcice z XIV wieku zbijane kołkami i bretnalami (gwoździami) o długości od 14 do 25 cm, uszczelniane na stykach mchem i warkoczami ze zwierzęcej sierści[1].

Statek odkopano przechylony na lewą burtę, co może świadczyć o tym, że jednostka zatonęła w wyniku jakiejś katastrofy podczas wejścia do starego portu w Czersku i tamtejszej komory celnej. Badania wykazały, że szkutę eksploatowano stosunkowo długo, bo około 60 lat. Z drobnych zabytków w statku natrafiono na fragmenty naczyń ceramicznych, gwoździe, podkowę i obręcze cumownicze.